# Cesare Paoli
Cesare Paoli (Firenze, 10 novembre 1840 – Firenze, 20 gennaio 1902) è stato un archivista, paleografo e diplomatista italiano.

## Biografia
Nato a Firenze nel 1840, figlio di Baldassarre, noto giurista e magistrato toscano, Cesare Paoli si diplomò ventunenne in paleografia e diplomatica presso l'Archivio centrale di Stato di Firenze e vi lavorò poi come archivista. Nel 1865 si trasferì all'Archivio di Siena. Dal 1874 insegnò paleografia latina e diplomatica nell'Istituto di studi superiori di Firenze, prima come professore straordinario poi, dal 1886, in qualità di ordinario. Diresse, dal 1887 al 1902, anno della sua morte, la rivista Archivio storico italiano, pubblicata dalla Deputazione di storia patria per la Toscana.
La sua opera Programma scolastico di paleografia latina e di diplomatica, manuale edito per la prima volta nel 1888, ristampato più volte e tradotto in tedesco rappresentò un importante contributo italiano alle due discipline.
Morì a sessantuno anni nella città natale; il figlio, Ugo Enrico fu docente nelle Università di Genova e Firenze.

## Opere
- Della signoria di Gualtieri duca d'Atene in Firenze. Memoria, Firenze, coi tipi di M. Cellini, 1862.
- Le cavallate fiorentine nei secoli XIII e XIV. Saggio storico, Firenze, Tip. Galileiana, 1865.
- Del papiro specialmente considerato come materia che ha servito alla scrittura, Firenze, Le Monnier, 1878.
- La storia della scrittura nella storia della civiltà, considerata specialmente nelle forme grafiche latine del Medio Evo, Firenze, Le Monnier, 1888.
- Programma scolastico di paleografia latina e di diplomatica, Firenze, Sansoni, 1888-1898. Comprende:

1. Paleografia latina;
2. Materie scrittorie e librarie;
3. Diplomatica.
- Le abbreviature nella paleografia latina del Medio Evo. Saggio metodico-pratico, Firenze, Tip. dei Succ. Le Monnier, 1891.

https://ita.calameo.com/books/00010704427deebfdf1c6

### Curatele
- Lettere di Massimo d'Azeglio a Giuseppe Torelli con frammenti di questo in continuazione dei Miei ricordi, pubblicate per cura di Cesare Paoli, Milano, P. Carrara, 1870.
- Lettere volgari del secolo XIII scritte da senesi, pubblicate e illustrate con documenti e annotazioni da Cesare Paoli e da Enea Piccolomini, Bologna, G. Romagnoli, 1871.
- Ricordi politici di Giuseppe Torelli, pubblicati per cura di Cesare Paoli, Milano, Libreria d'istruzione e d'educazione di Paolo Carrara, 1873.
- Collezione fiorentina di facsimili paleografici greci e latini illustrati da Girolamo Vitelli e Cesare Paoli, Firenze, Le Monnier, 1884-1898.
- I Codici Ashburnhamiani della R. Biblioteca Mediceo-Laurenziana di Firenze, a cura di Cesare Paoli ed Enrico Rostagno, Roma, presso i principali librai, 1887.
- Il libro di Montaperti (an. 1260), pubblicato per cura di Cesare Paoli, Firenze, G. P. Vieusseux, 1889. Nuova ed., ristampa anastatica dell'edizione Vieusseux, Firenze, FirenzeLibri, 2004. ISBN 88-7622-000-3.